# Republiek Cospaia
De republiek Cospaia was een historisch land in Italië, gelegen op de grens van de huidige regio's Umbrië en Toscane.
Cospaia werd onafhankelijk in 1441 toen paus Eugenius IV een stuk land verkocht aan de republiek Florence. Door een vergissing in het exact benoemen van de grens werd een smalle strook land met een oppervlakte van 3,3 km² niet vermeld in het koopverdrag, waarop de inwoners zich onmiddellijk onafhankelijk verklaarden. Om moeizame onderhandelingen te voorkomen lieten beide partijen de situatie voor wat hij was.
In het gebied ontwikkelde zich in de 16e eeuw een tabaksindustrie. Elders had de staat een monopolie op de productie van tabak en werden er zware accijnzen op geheven, maar niet in de Cospaia. De republiek floreerde en werd een smokkelaarshol voor allerhande waren. Dit was een doorn in het oog van Toscane (opvolger van Florence) en de Pauselijke Staat en op 25 mei 1826 werd Cospaia opgedeeld tussen de twee landen.
Tegenwoordig is Cospaia gehucht (frazione) bij San Giustino in de provincie Perugia.